# 秋蓮
《秋蓮》是鳳飛飛第四十八張個人專輯，1979年10月20日由歌林唱片發行，收錄電影《秋蓮》（鳳飛飛繼《春寒》之後拍攝的第二部電影，由鳳飛飛、柯俊雄、梁修身領銜主演）的主题曲與插曲。

## 專輯曲目
| 曲序 | 曲名           | 作詞   | 作曲   | 編曲   | 長度 | 備註                                            |
| 01   | 又見秋蓮       | 晨曦   | 古月   | 林國雄 |      | 電影《秋蓮》插曲                                |
| 02   | 小路上         | 晨曦   | 古月   | 林國雄 |      | 電影《秋蓮》插曲                                |
| 03   | 情在深處       | 晨曦   | 古月   | 林國雄 |      | 電影《秋蓮》插曲                                |
| 04   | 鳳仙花兒逢春開 | 向虹   | 仙族   | 林國雄 |      |                                                 |
| 05   | 惜別           | 林煌坤 | 鄭貴昶 | 林國雄 |      | 原唱：張艾嘉                                    |
| 06   | 彩虹的呼喚     | 莊奴   | 欣逸   | 林國雄 |      | 中視綜藝節目《一道彩虹 》主題曲                 |
| 07   | 秋蓮           | 晨曦   | 古月   | 林國雄 |      | 電影《秋蓮》主題曲 高勝美翻唱；收錄於〈六個夢〉 |
| 08   | 我們的春天     | 晨曦   | 古月   | 林國雄 |      | 電影《秋蓮》插曲                                |
| 09   | 風在林梢       | 王智遠 | 王智遠 | 林國雄 |      |                                                 |
| 10   | 縱然           | 王智遠 | 王智遠 | 林國雄 |      |                                                 |
| 11   | 星兒知道我     | 蔣榮伊 | 蔣榮伊 | 林國雄 |      | 原唱：江玲                                      |
| 12   | 昨夜小雨       | 王智遠 | 王智遠 |        |      |                                                 |

## 專輯版本
- 黑膠唱片[2]
  - 1979年10月20日台灣歌林唱片發行
  - 1979年11月新加坡、馬來西亞、香港風錄可朗（Polydor 寶麗金）唱片發行[3][4]
    - 此專輯香港版封面不同於新加坡/馬來西亞版封面，新加坡/馬來西亞版封面及背面完全採用台灣版照片和設計；香港版封面換成另一張照片，並加上4首副主打歌“情在深處/風在林梢/小路上/惜別”，背面則完全採用台灣版照片和設計。
- 卡帶
  - 1979年10月20日台灣歌林唱片發行
  - 1979年11月新加坡、馬來西亞、香港風錄可朗（Polydor 寶麗金）唱片發行
    - 此專輯香港版封面不同於新加坡/馬來西亞版封面，新加坡/馬來西亞版封面完全採用台灣版照片；香港版封面換成另一張照片，並加上4首副主打歌“情在深處/風在林梢/小路上/惜別”。
- CD
  - 【絕版復刻盤】2000年3月台灣歌林唱片發行
  - 【復刻版】2006年7月台灣飛躍藝人經紀工作室製作，全員集合國際多媒體發行
  - 【歌林黃金十年 (上集)】2012年9月台灣瑞星唱片發行

## 外部連結
. Discogs.   [2024-10-22].